# Winnifred Sim
Winnifred Sim (geb. Johnston; * 28. Juni 1930 in Winnipeg; † 1. Mai 2024) war eine kanadische Pianistin, Organistin und Musikpädagogin.
Sim studierte Klavier bei ihrer Tante Winnifred Hubble Frayne, einer Schwester von Filmer Hubble, und Gwendda Owen Davies und Orgel bei Hugh Bancroft, John Clarke und Ronald Gibson. Sie wirkte als Organistin und Chorleiterin an der Sparling United Church (1947–65), der Westworth United Church (1965–75) und der Elim Chapel (1977–91). 1991 wurde sie Organistin und Musikdirektorin an der Grace Bible Church in Winnipeg.
1952 debütierte Sim bei der CBC. 1965 wurde sie Organistin der Sendereihe Hymn Sing der CBC und 1977 als Nachfolgerin von Eric Wild deren Programmdirektorin. Seit etwa 1950 war sie offizielle Klavierbegleiterin beim Manitoba Music Competition Festival. Sie arbeitete u. a. als Begleiterin des Geigers Lea Foli und der Sänger Peter van Ginkel und Nona Mari. Mit van Ginkel nahm sie Ralph Vaughan Williams’ Songs of Travel, Hugo Wolfs Gedichte des Michelangelo und Ludwig van Beethovens An die ferne Geliebte auf. Seit 1970 unterrichtete Sim Orgel am Canadian Mennonite Bible College. Sie gab Workshops in den Fächern Dirigieren, Chorbegleitung, Gehörausbildung und Kirchenchorerziehung.

## Quelle
- The Canadian Encyclopedia - Winnifred Sim